# Johannes Herbert August Willem van Heerdt tot Eversberg

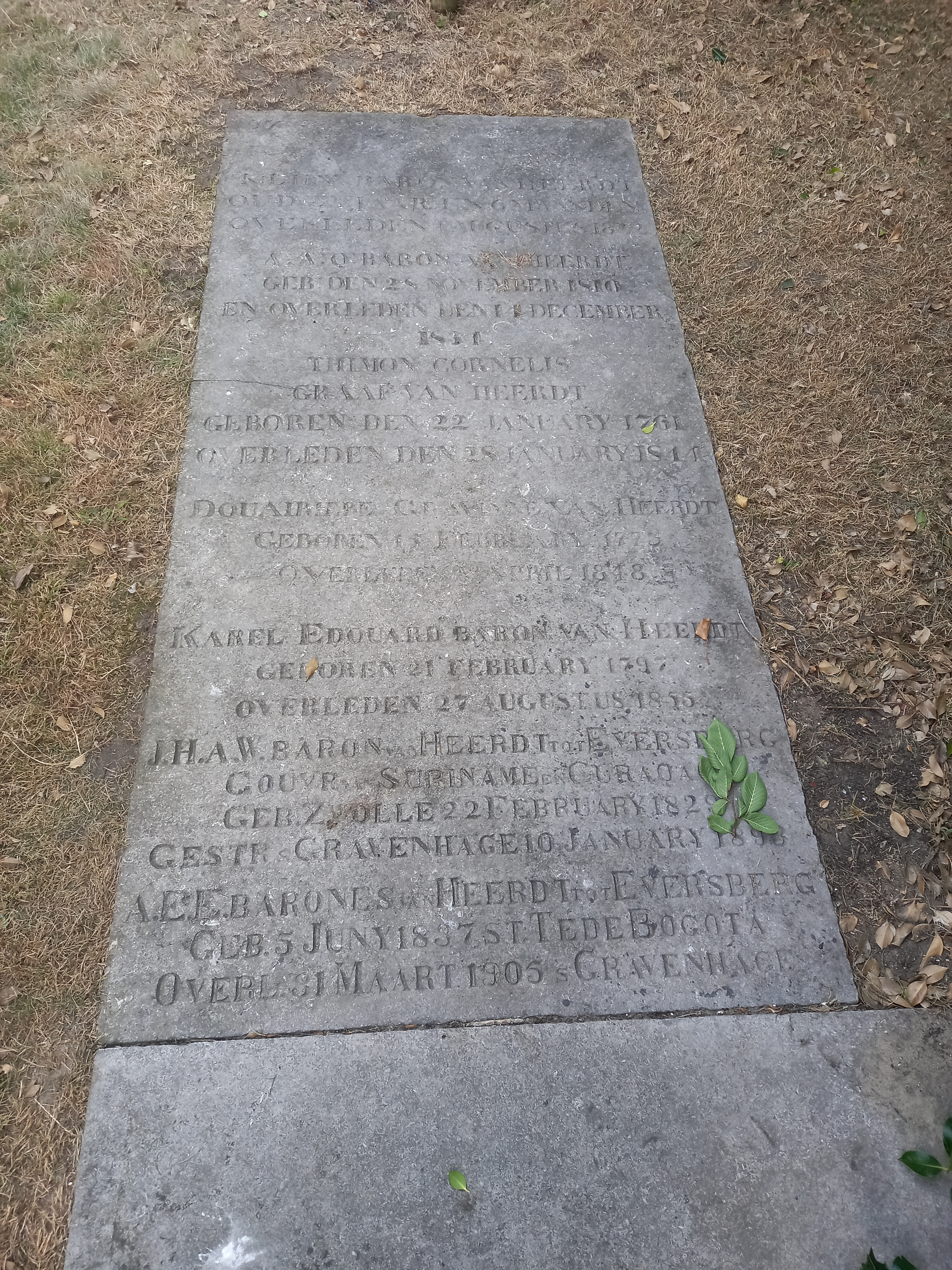
Het graf van Johannes Herbert August Willem van Heerdt tot Eversberg in gezinsgraf op begraafplaats Ter Navolging (Scheveningen)

Johannes Herbert August Willem baron van Heerdt tot Eversberg (Zwolle, 22 februari 1829 - 's-Gravenhage, 10 januari 1893) was een Nederlands militair, ambtenaar en koloniaal bestuurder.
Hij was de kleinzoon van Eerste Kamerlid Thimon Cornelis van Heerdt tot Eversberg en de zoon van Willem Hendrik van Heerdt tot Eversberg.
- Biografisch Portaal: 22307621
- Parlement.com: vg09lmg9siq6